# كلايتون كونسيساو
كلايتون كونسيساو (مواليد 1 نوفمبر 1978) هو ملاكم برازيلي، مثّل بلاده في الألعاب الأولمبية الصيفية 2000.

## روابط خارجية
كلايتون كونسيساو على موقع بوكس ريك (الإنجليزية) (registration required)
- كلايتون كونسيساو على موقع أوليمبيديا (الإنجليزية)